# Корейська кухня

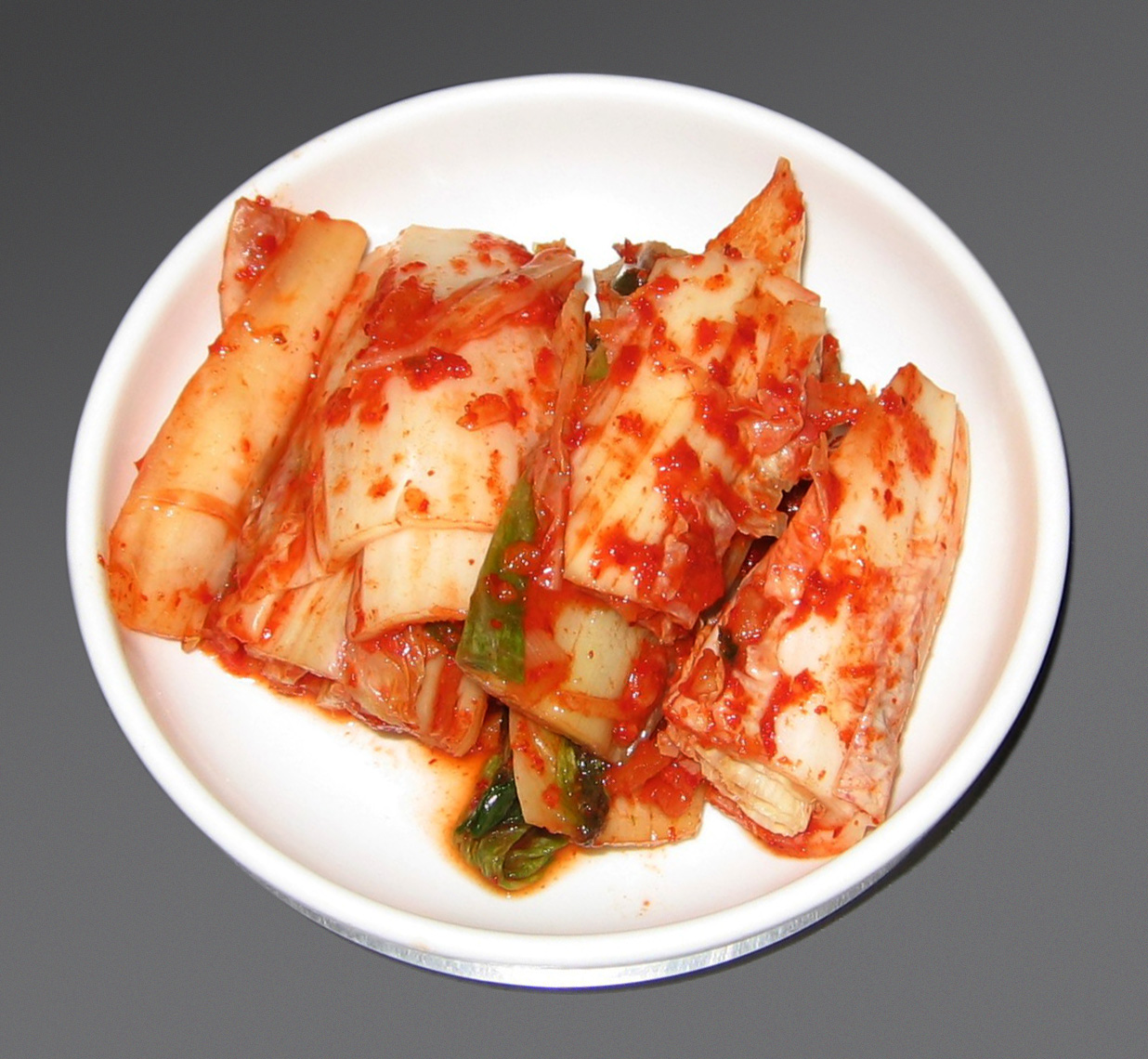
Кімчі

Корейська кухня (кор. 한국 요리) — переважно гостра, неможлива без величезної кількості перцю. Корейські страви часто червоні, бо їх щедро приправили гострим перцем. Це можна пояснити тим, що Корея — країна з жарким кліматом, а перець просто допомагає довше зберігатися стравам. Проте корейська національна кухня не завжди була такою. Користуватися перцем почали тільки в XVI столітті, коли він був завезений з Південної Америки. Тоді й сформувалися традиційні способи приготування багатьох страв. Перчена їжа цінувалася дуже високо. Цікаво, що нині поняття «смачний» і «гострий» стали синонімами. Набір спецій корейської кухні не дуже багатий: здебільшого це добре знайомі часник і перець, але корейські кухарі експериментують з пропорціями та поєднаннями, що приводить до розмаїття страв.
У корейської кухні є чимало спільного з двома іншими найвідомішими східними кулінаріями — китайською і японською. Як і китайці, корейці люблять несподівані поєднання продуктів, охоче їдять свинину. Як і японці, вживають багато риби, зокрема, сирої.
Майстерність корейського кухаря полягає головним чином у вмінні поєднати різні спеції й перетворити простеньку страву на кулінарний шедевр. Знаменита морква по-корейськи — зразок такого підходу до приготування їжі.

## Традиції
Якщо глянути на традиційно сервірований стіл, складається враження хаосу і безладдя — на ньому безліч паличок, тарілок і чашок. Здається, що єдине їхнє призначення — зайняти порожнє місце. Насправді ж тут існує чіткий порядок, заведений ще багато століть тому. Згідно з ним страви поділяються на основні та другорядні. За кількістю другорядних страв (салати, бутерброди) можна визначити, яку подію відзначає корейська сім'я: народження дитини, ювілей дорослого чи просто обід. 12 закусок відповідають так званій імператорській трапезі.
Традиційно корейці їдять паличками, але до кожного обіду подається і ложка, адже в меню корейської кухні багато різноманітних супів. Саме ложка для них є символом життя. Якщо в українській сім'ї є четверо дітей, ми скажемо — четверо ротів, а корейці — четверо ложок. Про померлого в Кореї можуть сказати, що він поклав свою ложку.
Корейці рідко запрошують когось до себе додому, а коли є потреба зібратися і щось відсвяткувати — роблять це у ресторані.

## Рис
Основна страва для корейців — рис. І досі в Кореї замість «Як справи?» питають: «Ви їли сьогодні рис?». Фактично він виконує на столі таку ж роль, як в Україні хліб. Його подають кожному в окремій піалі, а решту страв розкладають на спільних тарілках. До рису подають багато овочів, як правило квашених і дуже гострих. Їх називають кімчі. Корейці квасять усе, що тільки потрапить їм під руку.

## Типові страви
- Хе — рагу з тонких скибочок риби або м'яса.
- Куксу — домашня локшина.
- Чак-чак — десерт із сухого печива, горіхів та меду.
- Кімчі — гострий та пряний салат з квашеної капусти й редьки.
- Цзо-когі бокум — м'ясо, тушене з грибами.
- Свинина зі шкірочкою
- Пулькогі — шматочки яловичини, засмажені в спеціальній жаровні, розташованій посеред стола. Перед цим шматочки яловичини вимочують у маринаді з соєвого соусу, кунжутної олії й насіння, часнику, зеленої цибулі та інших приправ. На цю страву запрошують гостей із якоїсь спеціальної нагоди.
- Якпаб — солодка рисова каша.
- Токпоккі — смажені рисові коржі.
- Юкгечжан — гострий корейський суп.
- Мук — страва з крохмалю.